# Nevania karatau
Nevania karatau  (лат.) — ископаемый вид перепончатокрылых насекомых рода Nevania из семейства Praeaulacidae (Evanioidea). Обнаружены в юрских отложениях Центральной Азии (около 160 млн лет; келловейский ярус, Карабастауская свита, Каратау, Чимкентская область, Казахстан).

## Описание
Среднего размера наездники: размер сохранившегося переднего крыла 4,20×1,70 мм. Жилкование переднего крыла хорошо развито (с десятком замкнутых ячеек). Жилка Rs отходит очень близко от птеростигмы. 2r-rs субвертикальная, соединяется с птеростигмой примерно в середине (0,4) её длины и примерно равна птеростигме по ширине и половине максимальной ширины 2rm; 3r примерно 1,3 раза длиннее 1+2r; 1mcu контактирует с 2rm у вершины; 2rm слегка короче чем 1+2r, но слегка длиннее, чем 3rm; cu-a интерстициальная и субпараллельная к 2r-rs. Предположительно, были паразитами насекомых, обитающих в древесине и обладали трубчатыми и узкими базальными первыми двумя члениками метасомы, фактически образующими стебелёк между грудкой и брюшком (который состоит из двух сегментов: петиоль + постпетиоль).
Вид был впервые описан в 2008 году китайским энтомологом Х. Жангом (H. Zhang, State Key Laboratory of Palaeobiology and Stratigraphy, Nanjing Institute of Geology and Palaeontology, Китайская академия наук, Нанкин, Китай) и российским гименоптерологом профессором Александром Павловичем Расницыным (Палеонтологический институт РАН, Москва).